# Pedregulho (Rosais)
O Pedregulho é um cone vulcânico localizado na freguesia açoriana dos Rosais, concelho de Velas, ilha de São Jorge, arquipélago dos Açores.
Este acidente geológico encontra-se geograficamente localizado próximo da Ponta dos Rosais encontra-se intimamente relacionado com maciço montanhoso central da ilha de são Jorge do qual faz parte.
Esta formação geológica localizada a 273 metros de altitude acima do nível do mar apresenta escorrimento pluvial para a costa marítima e deve na sua formação geológica a um escorrimento lávico e piroclástico muito antigo.
Esta formação, tal como o Pico do Feno encontra-se próxima da Ponta dos Rosais, dos ilhéus da Ponta dos Rosais, e da falésia costeira circundante encontra-se na fronteira da zona especial de conservação, criado ao abrigo da Directiva Habitats da União Europeia, que se localiza na já referida Ponta dos Rosais.